# Nehenjeh
Nehenjeh (persiska: نِهِنجَه, نَنجِه, نِنجِه, نَهِنجِه, نهنجه) är en ort i Iran.   Den ligger i provinsen Hamadan, i den nordvästra delen av landet, 280 km sydväst om huvudstaden Teheran. Nehenjeh ligger 2 007 meter över havet och antalet invånare är 202.
Terrängen runt Nehenjeh är huvudsakligen kuperad, men söderut är den platt. Runt Nehenjeh är det ganska tätbefolkat, med 104 invånare per kvadratkilometer. Närmaste större samhälle är Azandarīān, 4,5 km sydväst om Nehenjeh. Trakten runt Nehenjeh består i huvudsak av gräsmarker.